# Stanisław Skurczyński
Stanisław Skurczyński (ur. 4 kwietnia 1892 w Pińczowie, zm. 13 czerwca 1972 tamże) – polski ksiądz katolicki, archeolog amator, geolog, kolekcjoner zabytków archeologicznych, patriota i społecznik.
Po ukończeniu progimnazjum w Pińczowie rozpoczął studia teologiczne w seminarium duchownym w Kielcach. Po otrzymaniu święceń (29 marca 1914) pracował jako wikariusz w Gnojnie, Wawrzeńczycach i Niwce, a od 1920 r. jako proboszcz kolejno w Korytnicy, Brzegach i najdłużej (29 lat) w Gnojnie k. Chmielnika. W 1963 r. przeszedł na emeryturę i mieszkał w charakterze rezydenta w Bogucicach, Chełmcach. Ostatnie miesiące życia spędził w mieście rodzinnym, gdzie zmarł w wieku 80 lat.
W porozumieniu z właściwymi władzami konserwatorskimi i placówkami muzealnymi prowadził liczne badania archeologiczne powierzchniowe i ratownicze. W 1929 r. Państwowe Muzeum Archeologiczne w Warszawie mianowało go oficjalnym delegatem na powiaty włoszczowski, kielecki i jędrzejowski. Odkrył wiele cennych stanowisk archeologicznych w ponad stu miejscowościach południowej i zachodniej części Kielecczyzny.
Do najważniejszych znalezisk księdza Skurczyńskiego należą zespoły z okresu wpływów rzymskich, jak „grób książęcy” z situlą i bogatym wyposażeniem ze Stawian (pow. pińczowski), dwa groby kowali z Szańca (pow. buski) i Korytnicy (pow. jędrzejowski), ten drugi niemal kompletnie wyposażony (dziś mogiłę tę można oglądać w Muzeum Archeologicznym w Warszawie). Oprócz wymienionych odkrył ponadto wiele innych cennych stanowisk, w tym parę dużych cmentarzysk kultury łużyckiej (Balice, Janowice), grobów kloszowych (Korytnicy, Rzeszutki), osadę ze starszej fazy wczesnego średniowiecza w Borkach pod Kielcami, czy grodzisko w Gnojnie.
W okresie międzywojennym przygotował na użytek ogółu prywatny pokaz archeologiczny obrazujący kulturę starożytnych mieszkańców Ponidzia. Wygłosił wiele pogadanek o znaczeniu zabytków archeologicznych i potrzebie ich ochrony.
Był autorem kilku prac drukowanych, między innymi obszernego artykułu źródłowego pt. „Archeolog na probostwie” opublikowanego w „Pamiętniku Kieleckim” (Kielce 1947, s. 9–40). Jego kilka publikacji zostało wydane także drukiem w „Dawnej Kulturze” i „Z otchłani wieków”. Był również aktywnym członkiem Polskiego Towarzystwa Archeologicznego.
W latach sześćdziesiątych zgromadzone eksponaty (ponad sto tysięcy zabytków) przekazał Muzeum Świętokrzyskiemu w Kielcach (obecnie Muzeum Narodowe w Kielcach) oraz nowo powstałym placówkom muzealnym w Szydłowie i Pińczowie.
Ks. Stanisław Skurczyński został pochowany na cmentarzu w Pińczowie.
W 2008 r. ukazała się obszerna książka autorstwa Andrzeja Matogi „Archeolog na probostwie. Ksiądz Stanisław Skurczyński (1892-1972)”. Prof. Jan Chochorowski (długoletni dyrektor Instytutu Archeologii UJ) w recenzji książki napisał: „Opracowanie należy do dzieł wybitnie oryginalnych, niemających w zasadzie precedensu w polskiej archeologii [...]”.